# Little Bitterroot Lake
Little Bitterroot Lake – jednostka osadnicza w Stanach Zjednoczonych, w stanie Montana, w hrabstwie Flathead.